# Certyfikat okrętowy
Certyfikat okrętowy - dokument stwierdzający przynależność państwową statku i prawo podnoszenia bandery. Jest świadectwem, że statek został wciągnięty do Rejestru Okrętowego. Zawiera podstawowe dane statku. Ważny do wykreślenia statku z rejestru. Dotyczy jednostek o dostatecznej długości i mocy silnika.